# Grube Concordia (Herdorf)
Die Grube Concordia war eine der wirtschaftlichsten Eisenerzgruben in Herdorf im Landkreis Altenkirchen in Rheinland-Pfalz. Sie lag abseits des Ortsteils Dermbach in Richtung Eiserfeld.

## Geschichte
Die Grube baute auf zwei Gangmitteln mit 1 bis 2,5 m Mächtigkeit. Neben Eisenstein führten diese viel Kupfererz.
In der zweiten Hälfte des 19. Jahrhunderts wurde der Tiefe Stollen aufgefahren. Im Jahr 1873 wurde dann die Grube Concordia gemutet. Die Förderung im ersten Jahr betrug 5125 t Spateisenstein, 415 t Brauneisenstein und 123 t Kupfererz. Ab 1880 wurde Tiefbau betrieben. Der Schacht der Grube hatte eine Größe von 3,77 × 1,6 m und hatte eine Teufe von 670 m. Die Gesamtteufe lag bei 882 m. Im Jahr 1882 wurden zwei Stollen angelegt. Die beiden Stollen gingen tief in die Erde, der erste bis 37 m unter der Erdoberfläche. Der tiefste war bis zu 100 m unter Tage. Im Jahr 1907 fand eine Konsolidation mit der Grube Harteborn statt, die bis dahin zur Grube Steimel gehörte. Neben ihr gehörte die Grube Hüttenwäldchen („Hüttenwäldchenstollen“) zur Concordia.
Ab 1910 gehörte die Grube Concordia zur Grube Eisenzecher Zug. Während im Jahr 1903 noch 22.221 t gefördert wurden, waren es im Jahr 1905 bereits 36.339 t Eisenerz. Im Jahr 1912 fand der Durchschlag zur Eisenzeche auf der 350-m-Sohle statt. Am 12. September 1922 stürzten beide Förderkörbe der Grube aufgrund eines Bedienfehlers in die Tiefe, es gab drei Tote und einen Eingeschlossenen auf der 450-m-Sohle, der aber nach drei Tagen befreit werden konnte.
Im Jahr 1923 wurde die Förderung aufgrund der Wirtschaftskrise eingestellt. Von 1882 bis 1924 fuhr die „Kunstertaler Bahn“, die Schmalspurbahn der Grube Kunst zur Concordia, ab dann wurde die Förderung von der Eiserfelder Seite aus betrieben. Im Jahr 1936 wurden die Förderanlagen modernisiert. Im Jahr 1953 gab man die Förderung auf, nachdem es unterirdisch gebrannt hatte. Am 29. Februar 1962 wurde sie endgültig stillgelegt. Bis zu 200 Belegschaftsmitglieder bauten insgesamt 1,8 Mio. Tonnen Eisenerz ab.
Bis Februar 1990 diente der „Tiefe Stollen“ zur Wasserversorgung des ab 1970 aus den Grubengebäuden entstandenen Freizeitheims. Bereits Ende der 1920er Jahre wurden die Gebäude der Grube von der „Rheinisch-Westfälischen Frauenhilfe“ gepachtet. Sie wollte dort ein Müttererholungsheim einrichten. Heute befindet sich an der Grube die polnische Begegnungsstätte „Haus Concordia“.